# یانگ لیچون
یانگ لیچون (انگلیسی: Yang Liqun؛ زادهٔ ۲۶ دسامبر ۱۹۶۲) بازیکن والیبال اهل چین بود. وی در بازی‌های المپیک تابستانی ۱۹۸۴ شرکت کرده‌است.